# Guglielmo Ciardi
Guglielmo Ciardi, né le 13 septembre 1842 à Venise et mort le 5 octobre 1917  à Venise, est un dessinateur et peintre italien.

## Biographie
Il étudie à l’Académie des beaux-arts de Venise. En janvier 1868, il quitte sa ville natale pour un voyage éducatif qui l’emmène à Florence, où il rencontre les macchiaioli et Nino Costa, puis à Rome et à Naples, où il travaille pendant plusieurs mois avec des artistes de l’école du Pausilippe et de l’école de Resìna, ainsi qu'avec Filippo Palizzi.
Au début de 1869, il est de retour à Venise : ses sujets de peinture sont la lagune de Venise et la campagne de Trévise, où il a séjourné longuement.
En 1874, il épouse Linda Locatello dont il a 4 enfants, dont deux deviendront peintres (Giuseppe Ciardi, paysagiste et réaliste, et Emma Ciardi).
Il se tient en contact avec les principaux centres d’art italien: Florence, Turin, Milan, Gênes, Rome et Naples et est présent lors des événements internationaux de l’époque comme la IIIe Exposition internationale d’art de Venise de 1899.
En 1885, il passe les mois d'été dans les Dolomites et sa peinture s’enrichit alors d’un nouveau sujet, la montagne. En 1894, il obtient la chaire « École de vues de la terre et de la mer » à l’Académie des Beaux-Arts, qu’il occupe jusqu’à sa mort.
Il est reconnu par le public et les critiques, mais à la fin du XIXe siècle, il perd de sa netteté et de sa force d'inspiration. Il continue à travailler et voyager sans relâche tant que ses forces le soutiennent.
Certaines de ses œuvres sont conservées dans les collections de la banque italienne Intesa Sanpaolo.
Eugenio Bonivento a été son élève.

## Œuvre
- Matin de Mai, 1869, huile sur toile, 57 × 78 cm, Ca' Pesaro, Venise[1]
- Le Canal de la Giudecca, 1869, huile sur toile, 62 × 110 cm, Ca' Pesaro, Venise[1]
- Été, vers 1879, huile sur toile, 55 × 89 cm, Ca' Pesaro, Venise[1]

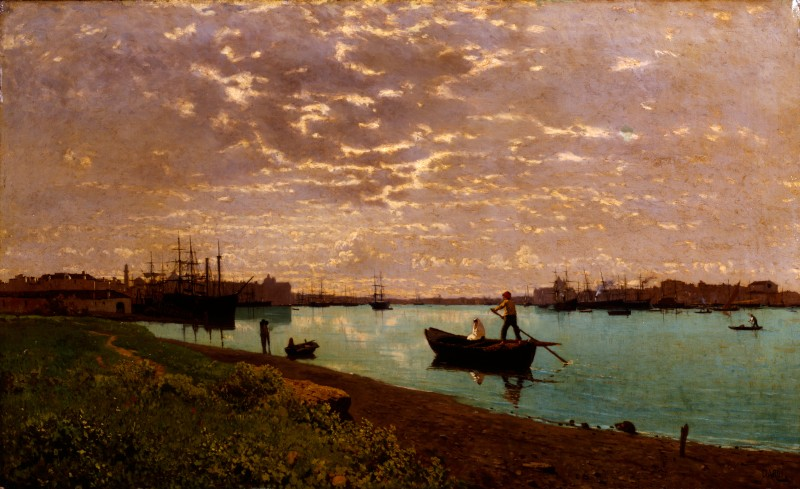
Canal de la Giudecca au matin, 1881
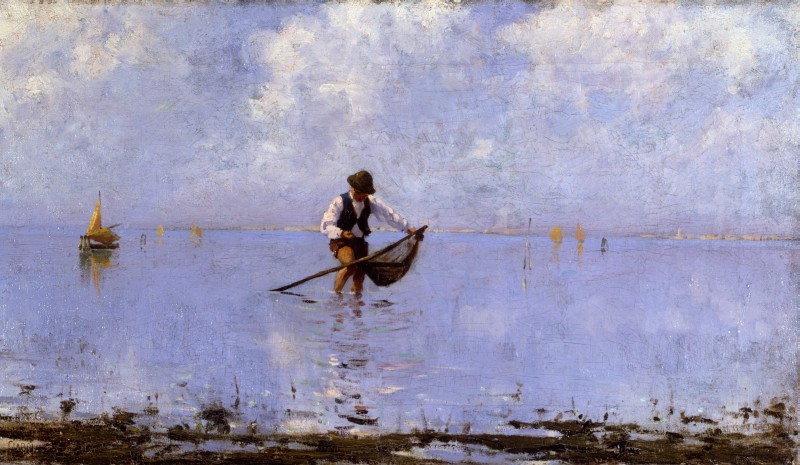
Lagune de Venise avec pêcheur, 1888
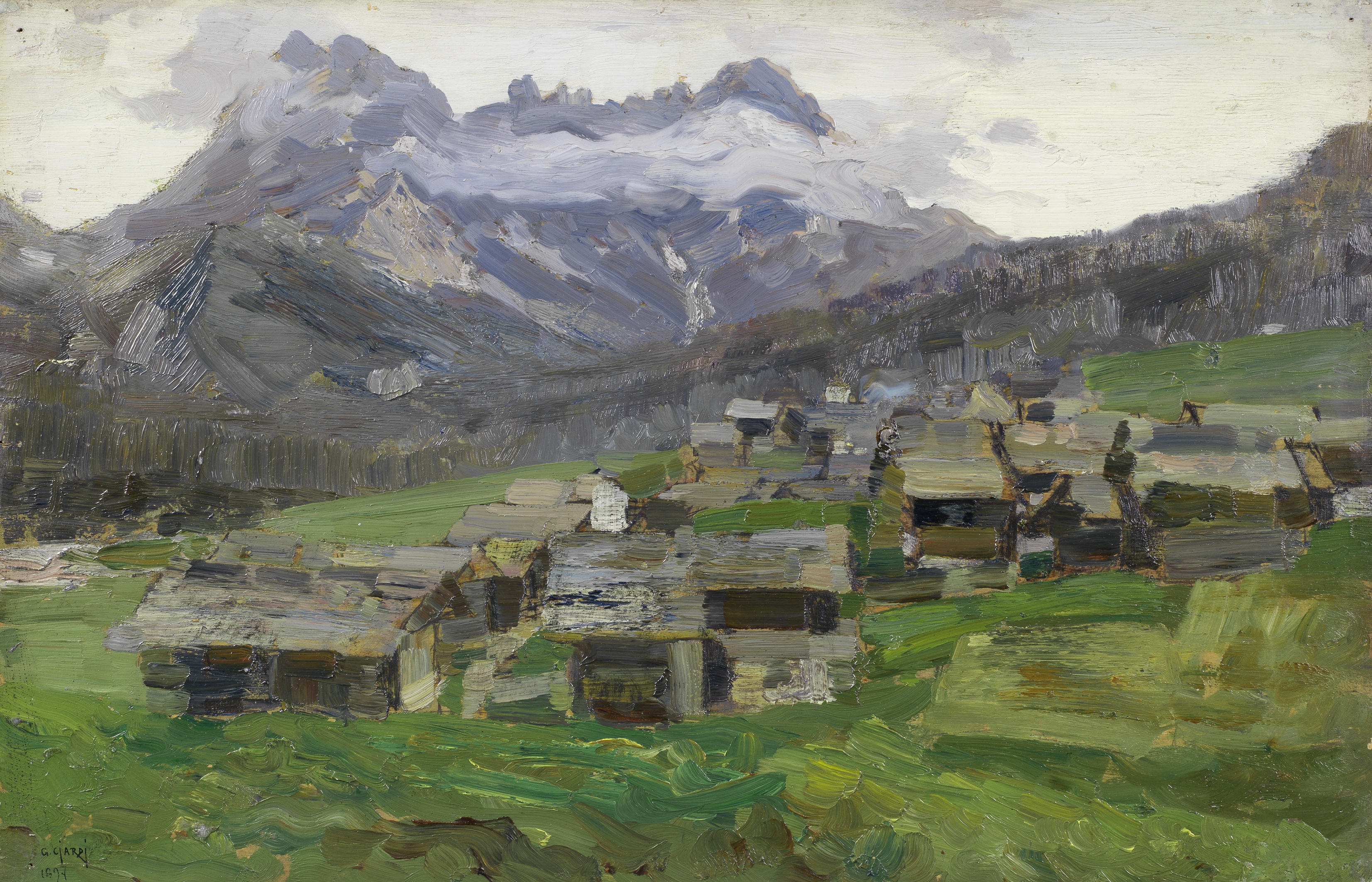
Vallée de Sappada, 1897
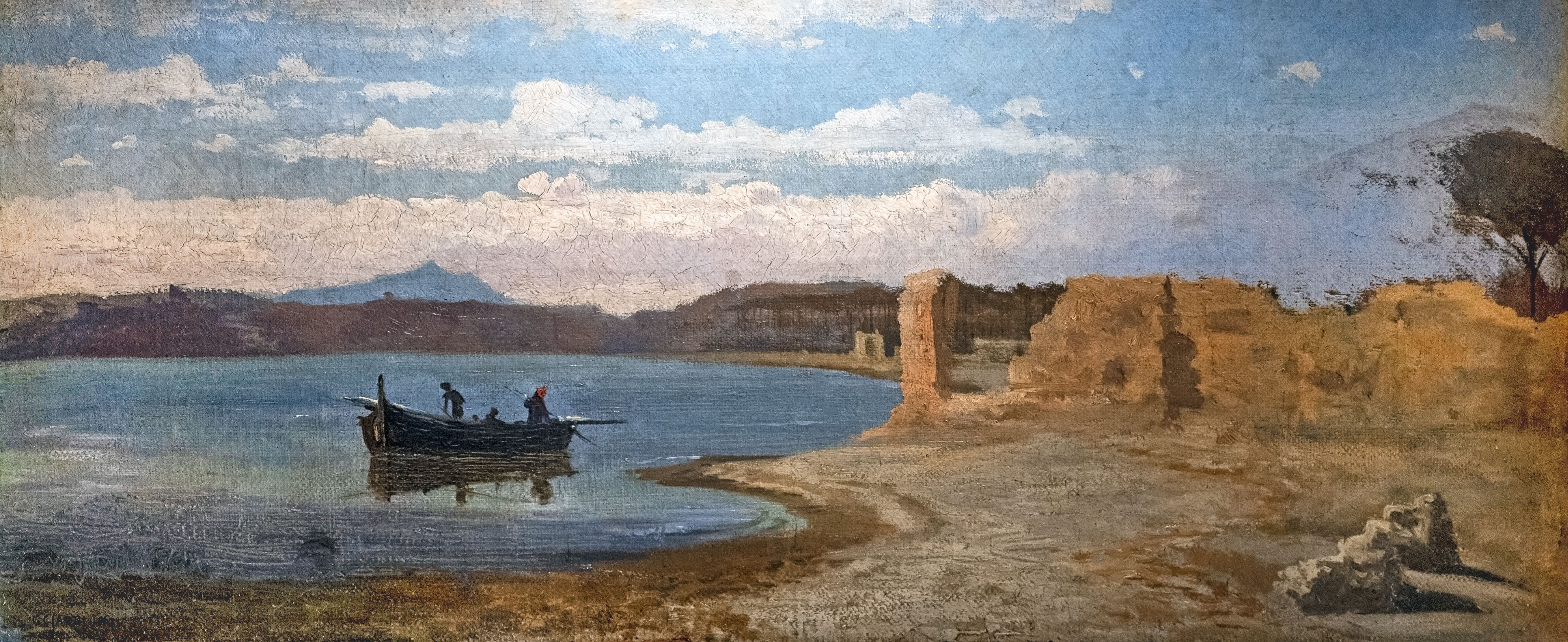
Golfe du sud de l'Italie, Ca' Rezzonico, Venise

## Source de la traduction
- (it) Cet article est partiellement ou en totalité issu de l’article de Wikipédia en italien intitulé « Guglielmo Ciardi » (voir la liste des auteurs).